# Stictoleptura fontenayi
Stictoleptura fontenayi — жук из семейства усачей и подсемейства усачиков.

## Описание
Жук длиной от 10 до 20 мм. Время лёта взрослого жука с мая по июль.

## Распространение
Распространён во Франции, Испании, Португалии и северо-западной Африке.

## Экология и местообитания
Жизненный цикл вида два года, возможно, до трёх лет. Кормовыми растениями являются различные хвойные и лиственные виды деревьев.